# SNAPC5
SNAPC5‏ (Small nuclear RNA activating complex polypeptide 5) هوَ بروتين يُشَفر بواسطة جين SNAPC5 في الإنسان.